# Parlamentswahl in Indien 1989
Die Parlamentswahl in Indien 1989 fand am 22. und 26. November 1989 statt. Gewählt wurden 529 Abgeordnete für das indische Parlament, die Lok Sabha. Die bisher regierende Kongresspartei unter Premierminister Rajiv Gandhi verlor im Vergleich zur letzten Wahl fast 10 % der Stimmen und die absolute Mehrheit der Parlamentssitze. Infolge der Wahl wurde eine Regierung unter Führung der erst ein Jahr zuvor gegründeten Janata Dal gebildet.
Die Wahl 1989 markiert den Beginn einer Periode der relativen Instabilität in der indischen Parteipolitik. Erstmals war es trotz des Mehrheitswahlrechts keiner Partei gelungen, die absolute Mehrheit der Parlamentssitze zu erringen. Dies setzte sich auch bei den folgenden Wahlen fort. Der Stimmenanteil der Kongresspartei nahm tendenziell immer weiter ab und auf der anderen Seite zeigte sich eine zunehmende Zersplitterung des Parteienspektrums, was in der Summe zu instabilen Regierungen führte. In den 11 Jahren von 1989 bis 1999 gab es daher insgesamt fünf Parlamentswahlen.

## Vorgeschichte

### Krisenherd Punjab
Bei der vorangegangenen Wahl 1984 war Rajiv Gandhi mit eindrucksvoller Mehrheit als Premierminister bestätigt worden. Er hatte jedoch von seiner Mutter Indira Gandhi ein schwieriges Erbe übernommen. Nachdem Indira am 31. Oktober 1984 einem Attentat ihrer Sikh-Leibwächter zum Opfer gefallen war, war es im ganzen Land, insbesondere in Delhi zu pogromartigen Ausschreitungen gegen Sikhs gekommen, die mehrere Tausend Menschenleben forderten. Rajiv Gandhi wurde später der Vorwurf gemacht, dass er als frisch ernannter neuer Premierminister den Gewalttaten nicht rechtzeitig und energisch Einhalt geboten hatte. Auch der indische Präsident Zail Singh, selbst ein Sikh, zeigte sich von Gandhis Nicht-Handeln tief enttäuscht, wodurch das Verhältnis zwischen Premierminister und Präsident dauerhaft zerrüttet wurde. Die Anstifter und Täter der Massaker an den Sikhs wurden auch juristisch nur unzureichend belangt. Diese Ereignisse, zusammen mit der vorangegangenen blutigen Erstürmung des Goldenen Tempels in Amritsar, führten in den kommenden Jahren zu einer Welle von terroristischen Aktionen militanter Sikhs gegen indische Einrichtungen oder auch gegen Hindus allgemein, was zu Hunderten Todesopfern führte. Am 23. Juni 1985 fiel Air-India-Flug 182 einem Bombenattentat von Sikh-Terroristen zum Opfer, das 329 Todesopfer forderte. Die indische Zentralregierung antwortete mit Polizei- und Militärmaßnahmen. Der Goldene Tempel, in dem sich wiederholt Sikh-Terroristen verschanzt hatten, wurde noch zweimalig durch indische Spezialkräfte besetzt (Operation Black Thunder I am 30. April 1986 und Operation Black Thunder II vom 9. bis 18. Mai 1988), diesmal mit verhältnismäßig geringem Verlust an Menschenleben und nur geringer Beeinträchtigung des Tempels.
Am 24. Juli 1985 wurde zwischen Rajiv Gandhi und dem Sikh-Führer und Präsidenten der Shiromani Akali Dal Harchand Singh Longowal ein Übereinkommen geschlossen, das die Beendigung der Gewalttätigkeiten zum Ziel hatte. Im Wesentlichen sah dieses Abkommen eine politische Amnestie für Sikh-Führer und die strafrechtliche Verfolgung von Personen, die sich an den Ausschreitungen gegen Sikhs 1984 beteiligt hatten, vor. Geschädigte Sikhs sollten finanziell kompensiert werden. Panjabi sollte als Sprache einen höheren Status erhalten. Die Stadt Chandigarh, bisher Unionsterritorium und Hauptstadt zweier Bundesstaaten, sollte ganz in den Punjab eingegliedert werden. Haryana sollte dafür mit der Eingliederung von Hindi-sprachigen Gebieten des Punjab entschädigt werden. Das Übereinkommen wurde von radikalen Sikhs abgelehnt und trat letztlich als Gesamtpaket nicht in Kraft. Am 20. August 1985 wurde Longowal durch radikale Sikhs ermordet. Einen Tag vor der anvisierten offiziellen Übergabe Chandigarhs am 26. Januar 1986, nachdem schon von Seiten der punjabischen Regierung alle Vorbereitungen zu den Feierlichkeiten getroffen waren, teilte Rajiv Gandhis Regierung mit, dass diese Aktion auf unbestimmte Zeit verschoben würde. Rajiv Gandhi reagierte damit auf Druck der Regierung von Haryana, die sich übervorteilt fühlte, desavouierte aber damit moderate Sikh-Politiker, wie den Chief Minister Surjit Singh Barnala. Die Zahl der Todesopfer bei Gewalttätigkeiten und Terroraktionen in Zusammenhang mit der Sikh-Problematik nahm weiter zu, von 64 im Jahr 1985, 620 im Jahr 1986, 838 im Jahr 1987, 2.329 im Jahr 1988 und mehr als 1.700 im Jahr 1989. Seit 1987 stand der Punjab unter president’s rule. Die Lage im Punjab beruhigte sich erst unter der Regierung von P. V. Narasimha Rao ab 1991 wieder.

### Krisenherde Assam und Kaschmir
Auch im nordöstlichen Assam dauerten die 1979 ausgebrochenen Unruhen zwischen Assamesen und zugewanderten Bengalen an. Hinzu kamen Unruhen und Autonomiebestrebungen in Bodoland, einer strategisch wichtigen Region in Assam an der Verbindungsstelle zwischen Westbengalen und Assam. Nach der Wahl zum Parlament von Jammu und Kashmir 1987, die von Farooq Abdullah im Bündnis mit der Kongresspartei gewonnen wurden, waren massive Vorwürfe von Wahlfälschung laut geworden. 1989 mündeten diese in militanten Widerstand, der zunehmend von islamistischen Gruppen wie ehemaligen Mudschaheddin aus dem nahen Afghanistan getragen wurde und auch vom benachbarten Pakistan unterstützt wurde.

### Bürgerkrieg in Sri Lanka

Die 1988 gebildete, überwiegend tamilische Nordostprovinz in Sri Lanka

Im benachbarten Sri Lanka hatten sich seit den 1970er Jahren militante Vereinigungen gebildet, die gegen die Unterdrückung der tamilischen Minderheit durch die singhalesische Mehrheitsbevölkerung agitierten. Die bekannteste Organisation waren die Liberation Tigers of Tamil Eelam (LTTE, Tamil Tigers). Am 23. Juli 1983 überfielen die Tamil Tigers einen sri-lankischen Militärstützpunkt nahe Thirunelveli im Distrikt Jaffna und töteten 13 Soldaten. Dies war das Fanal, das den Bürgerkrieg in Sri Lanka zum Ausbruch brachte. Auf der ganzen Insel kam es zu Ausschreitungen gegen Tamilen, bei denen einige Hundert bis Tausend Menschen das Leben verloren. In den folgenden Jahren wurden sowohl von der regulären sri-lankischen Armee, als auch von den Tamil Tigers wiederholt Massaker an der Zivilbevölkerung verübt. Die Tamil Tigers waren der Armee in ihrer Waffenausstattung unterlegen und konzentrierten sich zunehmend auf die Verübung von Selbstmordanschlägen. Die tamilischen Kämpfer auf Sri Lanka erhielten zum Teil offene Unterstützung von den Tamilen in Indien. Als es so aussah, als würden die Tamil Tigers durch die sri-lankische Armee besiegt, warfen Flugzeuge der indischen Luftwaffe im Juni 1987 Versorgungsgüter über dem von den Tigers gehaltenen Gebiet ab. Durch indische Vermittlung kam am 29. Juli 1987 ein Abkommen zwischen den Rebellen und der sri-lankischen Regierung zustande. Darin wurden den Tamilen Zugeständnisse hinsichtlich Autonomie und Gleichberechtigung der tamilischen Sprache gemacht. Die Rebellen sollten dafür einer Entwaffnung zustimmen. Zur Sicherung der Umsetzung dieses Abkommens wurden Einheiten der indischen Armee (die Indian Peace Keeping Force, IPKF) im Norden und Osten der Insel stationiert. Die meisten militanten tamilischen Organisationen stimmten einer Entwaffnung zu, nicht jedoch die LTTE, so dass die IPKF rasch in eine bewaffnete Auseinandersetzung mit den Tamil Tigers geriet. Trotz zunehmender Kritik am Agieren der IPKF, der auch Menschenrechtsverstöße vorgeworfen wurden, und an den hohen Kosten der Aktion beharrte Rajiv Gandhi auf einer weiteren Stationierung indischer Truppen auf Sri Lanka.

### Korruptionsskandale, Gründung der Janata Dal
Bei seinem Amtsantritt 1984 hatte der damals 40-jährige Rajiv Gandhi noch das Image eines unverbrauchten und nicht von Korruptionsskandalen belasteten Politikers. Dieser Ruf war im Wahljahr 1989 zumindest beschädigt. Hauptverantwortlich dafür war der Bofors-Skandal. Die indische Regierung hatte bei der schwedischen Firma Bofors Rüstungsgüter im Wert von 285 Millionen US$ bestellt. Eine durch die schwedische Polizei in einem anderen Kontext durchgeführte Durchsuchung der Büroräume von Bofors brachte Dokumente ans Licht, bei denen es um Banküberweisungen in die Schweiz ging. Auf den Dokumenten waren die Namen der Empfänger geschwärzt. Kopien der Dokumente wurden durch einen whistleblower an die indische Tageszeitung The Hindu weitergegeben. Schnell wurden Vorwürfe laut, dass Bofors Bestechungsgelder für die Auftragsvergabe bezahlt hatte. Als Mittelsmann für das Rüstungsgeschäft war der italienische Geschäftsmann Ottavio Quattrocchi involviert, was insofern brisant war, als Rajiv Gandhis Ehefrau Sonia gebürtige Italienerin war. Letztlich wurden Rajiv Gandhi keine Verfehlungen nachgewiesen, und die Ermittlungen wurden nach seinem Tod eingestellt und er selbst posthum freigesprochen. Auch die Howaldtswerke-Deutsche Werft (HDW) in Kiel, die 1981 einen Vertrag über die Lieferung bzw. den Bau von vier U-Booten der Klasse 209 abgeschlossen hatten, gerieten in den Verdacht, für die Auftragsvergabe Bestechungsgelder gezahlt zu haben. HDW konnten aber keine derartigen Aktivitäten nachgewiesen werden. In der indischen Öffentlichkeit machte sich jedoch der Eindruck einer massiv korrupten Politikerkaste breit.

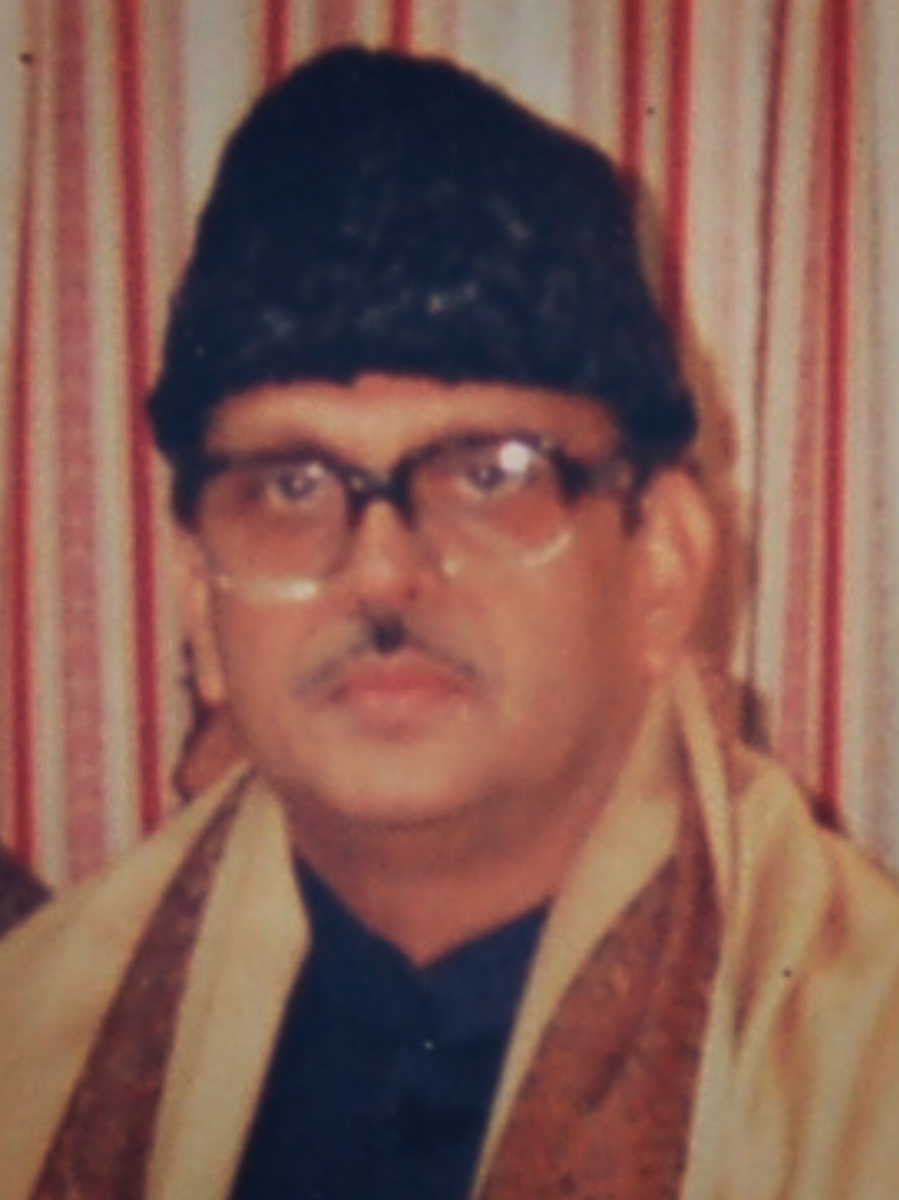
V. P. Singh

Zu einem Kritiker der Regierungspolitik wurde Verteidigungsminister Vishwanath Pratap Singh, der selbst nicht mit dem Rüstungsgeschäft befasst gewesen war, da er bis 1987 Finanzminister gewesen war. Als Details über mögliche Zahlungen von Bestechungsgeldern an die Öffentlichkeit drangen, trat Singh am 24. April von seinem Ministerposten zurück und gab wenig später auch seinen Parlamentssitz auf und wurde aus der Kongresspartei ausgeschlossen. Zusammen mit Arun Nehru und Arif Mohammad Khan, zwei anderen Dissidenten aus der Kongresspartei, gründete er die Partei Jan Morcha („Volksfront“). In einer Nachwahl im Wahlkreis Allahabad in Uttar Pradesh wurde Singh wieder in die Lok Sabha gewählt. Symbolkräftig am 11. Oktober 1988, dem Geburtstag von Jayaprakash Narayan, dem unermüdlichen Widersacher von Indira Gandhi und dem spiritus rector der Janata Party, vereinigte sich die Jan Morcha zusammen mit dem größten Teil der Janata Party und dem größten Teil der Lok Dal zu einer neuen Partei, Janata Dal („Volkspartei“), deren erster Präsident Singh wurde. Kleinere Fraktionen der Janata Party und der Lok Dal verweigerten sich dem Zusammenschluss und blieben selbständig, konnten aber im weiteren Verlauf kein wesentliches politisches Gewicht erlangen. Der Anspruch der Janata Dal schien schon aufgrund des Gründungsdatums klar: das Ziel war es, den großen Erfolg der Janata Party aus dem Jahr 1977 zu wiederholen.

## Wahlkampf
Im Wahlkampf standen sich folgende Gruppierungen gegenüber:
- die sogenannte National Front, die außer der Janata Dal noch die Telugu Desam Party in Andhra Pradesh, Dravida Munnetra Kazhagam in Tamil Nadu und Asom Gana Parishad in Assam umfasste,
- die Kongresspartei unter Führung von Rajiv Gandhi mit ihren traditionellen Alliierten Muslim League und Kerala Congress, sowie der National Conference unter Farooq Abdullah in Jammu und Kashmir und der AIADMK in Tamil Nadu
- die Bharatiya Janata Party (BJP), mit der die Janata Dal Wahlkreisabsprachen getroffen hatte
- die kommunistischen und linkssozialistischen Parteien

Im Wahlkampf forderte die Janata Dal eine entschiedene Bekämpfung der Korruption. Der Kongress betonte dagegen die Notwendigkeit einer stabilen Regierung.

## Wahlmodus
Gewählt wurde, wie auch bei allen anderen Parlamentswahlen zuvor nach dem relativen Mehrheitswahlrecht in Einzelwahlkreisen. Die Grenzen der Wahlkreise waren vor der Wahl 1977 durch die Delimitation Commission of India aufgrund der Volkszählung von 1971 festgesetzt worden. Die Zahl der Wahlkreise hatte sich seit der vorangegangenen Wahl um einen auf insgesamt 543 erhöht, da 1987 das Unionsterritorium Daman und Diu neu gebildet worden war. Zuvor war es mit Goa zusammengefasst gewesen, das aber 1987 den Status eines Bundesstaats erhalten hatte. Daman und Diu erhielt einen zusätzlichen Wahlkreis. In den 14 Wahlkreisen Assams konnten aufgrund der dortigen anhaltenden ethnischen Unruhen erneut keine Wahlen abgehalten werden (wie auch schon 1984 und 1980), so dass nur insgesamt 529 statt 543 Parlamentarier gewählt wurden.

Die landesweite Wahlbeteiligung fiel sehr unterschiedlich aus. Mit nur 25,7 % war sie extrem niedrig in Jammu und Kashmir, was wohl zum einen mit der Enttäuschung über die vorangegangenen mutmaßlich „gefälschten“ Wahlen zum Parlament von Kaschmir 1987 zusammenhing, zum anderen mit der unruhigen politischen Lage durch vermehrte Aktivität von Separatisten, die zum Wahlboykott aufgerufen hatten.
| Bundesstaat oder Unionsterritorium | Wahl- berechtigte | Wähler      | Wahl- beteiligung | Ungültige Stimmen | Zahl der Wahllokale |
| ---------------------------------- | ----------------- | ----------- | ----------------- | ----------------- | ------------------- |
| Andhra Pradesh                     | 42.475.179        | 29.916.616  | 70,43 %           | 3,85 %            | 49.782              |
| Arunachal Pradesh                  | 476.051           | 281.665     | 59,17 %           | 3,03 %            | 1.529               |
| Bihar                              | 52.193.269        | 31.441.378  | 60,24 %           | 1,87 %            | 63.742              |
| Goa                                | 734.315           | 427.065     | 58,16 %           | 2,20 %            | 1.009               |
| Gujarat                            | 24.334.172        | 13281.560   | 54,58 %           | 2,55 %            | 27.760              |
| Haryana                            | 9.636.688         | 6.207.111   | 64,41 %           | 1,66 %            | 12.733              |
| Himachal Pradesh                   | 2.983.359         | 1.907.725   | 63,95 %           | 1,35 %            | 4.677               |
| Jammu und Kashmir                  | 4.155.297         | 1.066.879   | 25,68 %           | 1,95 %            | 6.002               |
| Karnataka                          | 28.611.444        | 19.320.008  | 67,53 %           | 4,64 %            | 36.361              |
| Kerala                             | 18.924.136        | 15.007.250  | 79,30 %           | 0,63 %            | 18.801              |
| Madhya Pradesh                     | 36.890.694        | 20.368.256  | 55,21 %           | 3,41 %            | 43.617              |
| Maharashtra                        | 47.205.941        | 28.256.668  | 59,86 %           | 2,50 %            | 54.202              |
| Manipur                            | 1.219.514         | 875.158     | 71,76 %           | 1,60 %            | 1.749               |
| Meghalaya                          | 937.860           | 486.967     | 51,92 %           | 2,02 %            | 1.404               |
| Mizoram                            | 391.700           | 228.202     | 58,26 %           | 0,90 %            | 661                 |
| Nagaland                           | 813.011           | 607.429     | 74,71 %           | 0,86 %            | 1.308               |
| Orissa                             | 19.440.758        | 11.523.099  | 59,27 %           | 2,88 %            | 24.035              |
| Punjab                             | 12.948.035        | 8.114.095   | 62,67 %           | 2,11 %            | 14.634              |
| Rajasthan                          | 25.814.515        | 14.594.160  | 56,53 %           | 2,06 %            | 30.701              |
| Sikkim                             | 192.619           | 138.698     | 72,01 %           | 3,60 %            | 261                 |
| Tamil Nadu                         | 40.027.212        | 26.763.788  | 66,86 %           | 1,36 %            | 43.195              |
| Tripura                            | 1.536.550         | 1.288.985   | 83,89 %           | 1,73 %            | 1.934               |
| Uttar Pradesh                      | 79.615.094        | 40.815.295  | 51,27 %           | 4,42 %            | 83.691              |
| Westbengalen                       | 40.414.761        | 32.200.171  | 79,67 %           | 1,68 %            | 49.146              |
| Andamanen und Nikobaren            | 160.940           | 115.403     | 71,71 %           | 2,03 %            | 280                 |
| Chandigarh                         | 334.522           | 219.697     | 65,67 %           | 1,27 %            | 374                 |
| Dadra und Nagar Haveli             | 74.320            | 54.200      | 72,93 %           | 4,06 %            | 92                  |
| Daman und Diu                      | 56.719            | 37.451      | 66,03 %           | 2,44 %            | 57                  |
| Delhi                              | 5.702.828         | 3.096.655   | 54,30 %           | 1,59 %            | 6.334               |
| Lakshadweep                        | 30.069            | 25.555      | 84,99 %           | 0,25 %            | 37                  |
| Pondicherry                        | 574.557           | 383.306     | 66,71 %           | 1,49 %            | 690                 |
| Gesamt                             | 498.906.129       | 309.050.495 | 61,95 %           | 2,68 %            | 580.798             |

## Ergebnisse

1. Janata Dal und Verbündete (National Front)
2. Partielle Unterstützung der Janata Dal
3. Andere

### Gesamtergebnis

Zusammensetzung der neu gewählten Lok Sabha (Farbgebung wie oben), Kleinparteien ohne Farbe sind von der Sitzordnung in der Mitte einsortiert, soweit sie nicht eindeutig den Linksparteien angehören. Zwei Abgeordnete werden durch den Staatspräsidenten ernannt.
1. National Front: 145
2. Partielle Unterstützung der Janata Dal: 130
3. Kongresspartei und Verbündete: 214
4. Andere ohne oder mit unbekannter Zuordnung: 40
5. Nominierte: 2

Aus der Perspektive der Kongresspartei war das Wahlergebnis eine deutliche Niederlage. Sie hatte im Vergleich zur Wahl vor fünf Jahren fast 10 % der Stimmen, und was noch wesentlich schwerer wog, mehr als die Hälfte der Parlamentssitze und damit die absolute Mehrheit verloren. Mit 197 Abgeordneten (37,2 %) blieb sie aber weiterhin die mit Abstand größte Partei. Die Opposition hatte entsprechend hinzugewonnen. Die neu gegründete Janata Dal (JD) kam auf 17,79 % und, begünstigt durch das Mehrheitswahlrecht und geschickte Wahlkreis-Absprachen, 143 Mandate (27,0 %). Gemessen an den Wahlergebnissen ihrer Gründungsparteien (Janata Party und Lok Dal) im Jahr 1984 hatte sie aber nur verhältnismäßig gering an Stimmen hinzugewonnen (+3,16 %), jedoch sehr deutlich an Mandaten (+131). Bemerkenswert war das Abschneiden der Bharatiya Janata Party (BJP), die auf 11,36 % der Stimmen und 85 Mandate (16,1 %) kam. Die beiden anderen Parteien der JD-geführten National Front, Telugu Desam Party (TDP) und Dravida Munnetra Kazhagam (DMK) schnitten schlecht ab, die TDP gewann nur zwei Mandate, die DMK gar keines. Die Linksparteien CPM, CPI, RSP und AIFB konnten ihren Stimmenanteil etwas steigern und kamen zusammen auf 10,16 % der Stimmen und 52 Sitze (9,82 %). In Westbengalen konnten die Linksparteien ihre dominierende Position konsolidieren.
In manchen Aspekten ähnelte das Wahlergebnis dem Wahlergebnis von 1977. Der Süden Indiens war weitgehend der Kongresspartei zugefallen, während der Norden, der Hindi belt überwiegend die Opposition gewählt hatte, nur dass diese nicht wie 1977 aus einer Partei, sondern aus zweien, JD und BJP, bestand.
| Partei                                            | Kürzel                                | Stimmen     | Stimmen | Stimmen | Sitze | Sitze | Sitze   |
| Partei                                            | Kürzel                                | Zahl        | %       | +/-     | Zahl  | +/-   | %       |
| ------------------------------------------------- | ------------------------------------- | ----------- | ------- | ------- | ----- | ----- | ------- |
| Indischer Nationalkongress                        | INC                                   | 118.894.702 | 39,53 % | ▼9,67 % | 197   | ▼207  | 37,2 %  |
| Janata Dal                                        | JD                                    | 53.518.521  | 17,79 % | (neu)   | 143   | (neu) | 27,0 %  |
| Bharatiya Janata Party                            | BJP                                   | 34.171.477  | 11,36 % | ▲3,62 % | 85    | ▲83   | 16,1 %  |
| Communist Party of India (Marxist)                | CPM                                   | 19.691.309  | 6,55 %  | ▼0,37 % | 33    | ▲11   | 6,2 %   |
| Telugu Desam Party                                | TDP                                   | 9.909.728   | 3,29 %  | ▼1,02 % | 2     | ▼28   | 0,4 %   |
| Communist Party of India                          | CPI                                   | 7.734.697   | 2,57 %  | ▲0,14 % | 12    | ▲6    | 2,3 %   |
| Dravida Munnetra Kazhagam                         | DMK                                   | 7.196.099   | 2,39 %  | ▼0,03 % | 0     | ▼2    | 0,0 %   |
| Bahujan Samaj Party                               | BSP                                   | 6.213.390   | 2,07 %  | (neu)   | 3     | (neu) | 0,0 %   |
| All India Anna Dravida Munnetra Kazhagam          | AIADMK                                | 4.518.649   | 1,50 %  | ▼0,19 % | 11    | ▼1    | 2,3 %   |
| Janata Party (JP)                                 | JNP(JP)                               | 3.029.743   | 1,01 %  | (neu)   | 0     | (neu) | 0,0 %   |
| Revolutionary Socialist Party                     | RSP                                   | 1.854.276   | 0,62 %  | ▲0,12 % | 4     | ▲1    | 0,8 %   |
| Pattali Makkal Katchi                             | PMK                                   | 1.561.371   | 0,52 %  | (neu)   | 0     | (neu) | 0,0 %   |
| Doordarshi Party                                  | DDP                                   | 1.338.566   | 0,45 %  | ▲0,23 % | 0     | ▬     | 0,0 %   |
| All India Forward Bloc                            | AIFB                                  | 1.261.310   | 0,42 %  | ▼0,03 % | 3     | ▲1    | 0,6 %   |
| Jharkhand Mukti Morcha                            | JMM                                   | 1.032.276   | 0,34 %  | ▲0,20 % | 3     | ▲3    | 0,6 %   |
| Indian Congress (Socialist) – Sarat Chandra Sinha | ICS(SCS)                              | 978.377     | 0,33 %  | (neu)   | 1     | (neu) | 0,2 %   |
| Muslim League                                     | MUL                                   | 974.234     | 0,32 %  | ▲0,04 % | 2     | ▬     | 0,4 %   |
| Indian People’s Front                             | IPF                                   | 737.551     | 0,25 %  | (neu)   | 1     | (neu) | 0,2 %   |
| All India Majlis-e-Ittehadul Muslimeen            | AIMIM                                 | 617.376     | 0,21 %  | (neu)   | 1     | (neu) | 0,2 %   |
| Peasants and Workers Party of India               | PWP                                   | 636.589     | 0,21 %  | ▲0,01 % | 0     | ▬     | 0,0 %   |
| Lok Dal (Bahuguna)                                | LKD(B)                                | 602.110     | 0,20 %  | (neu)   | 0     | (neu) | 0,0 %   |
| Gorkha National Liberation Front                  | GNLF                                  | 435.070     | 0,14 %  | (neu)   | 1     | (neu) | 0,2 %   |
| Kerala Congress (M)                               | KEC(M)                                | 352.191     | 0,12 %  | (neu)   | 1     | (neu) | 0,2 %   |
| Marxist Coordination Committee                    | MCC                                   | 247.013     | 0,08 %  | (neu)   | 1     | (neu) | 0,2 %   |
| Akhil Bharatiya Hindu Mahasabha                   | ABHM                                  | 217.514     | 0,07 %  | (neu)   | 1     | (neu) | 0,2 %   |
| Maharashtrawadi Gomantak Party                    | MGP                                   | 116.392     | 0,04 %  | ▬       | 1     | ▲1    | 0,2 %   |
| Sikkim Sagram Parishad                            | SSP                                   | 91.608      | 0,03 %  | (neu)   | 1     | (neu) | 0,2 %   |
| Jammu & Kashmir National Conference               | JKNC                                  | 71.194      | 0,02 %  | ▼0,41 % | 3     | ▬     | 0,6 %   |
| Unabhängige                                       | Unab.                                 | 15.793.781  | 5,25 %  | ▼2,67 % | 12    | ▲7    | 2,3 %   |
| Alle anderen Parteien                             |                                       | 2.100.440   | 0,89 %  | ▼0,68 % | 0     | ▼6    | 0 %     |
| Gültige Stimmen                                   | Gültige Stimmen                       | 300.776.423 | 100,0 % | ▬       | 529   | ▲15   | 100,0 % |
| Registrierte Wähler / Wahlbeteiligung             | Registrierte Wähler / Wahlbeteiligung | 498.906.129 | 61,95 % |         |       |       |         |
| Quelle: Election Commission of India              |                                       |             |         |         |       |       |         |

1. 1 2  Bei den Sitz-Gewinnen und -Verlusten ist zu berücksichtigen, dass landesweit nur in 529 der 543 Wahlkreise eine Wahl stattfand. Bei der letzten Wahl im Jahr 1984 wurde in 514 von 542 Wahlkreisen gewählt.
2. 1 2  Die Janata Dal wurde 1988 gegründet.

### Ergebnis nach Bundesstaaten und Unionsterritorien
Die folgende Tabelle listet die gewonnenen Wahlkreise je nach Bundesstaat/Unionsterritorium auf.
| Bundesstaat             | Sitze | Kongress- partei | Janata Dal und National Front | Kommunist./ linkssoz. Parteien | Andere                     |
| ----------------------- | ----- | ---------------- | ----------------------------- | ------------------------------ | -------------------------- |
| Andamanen und Nikobaren | 1     | INC 1            |                               |                                |                            |
| Andhra Pradesh          | 42    | INC 39           | TDP 2                         |                                | AIMIM 1                    |
| Arunachal Pradesh       | 2     | INC 2            |                               |                                |                            |
| Bihar                   | 54    | INC 4            | JD 32                         | CPI 4 CPM 1 IPF 1 MCC 1        | BJP 8 JMM 3                |
| Chandigarh              | 1     |                  | JD 1                          |                                |                            |
| Dadra und Nagar Haveli  | 1     |                  |                               |                                | Unab. 1                    |
| Daman und Diu           | 1     |                  |                               |                                | Unab. 1                    |
| Delhi                   | 7     | INC 2            | JD 1                          |                                | BJP 4                      |
| Goa                     | 2     | INC 1            |                               |                                | MGP 1                      |
| Gujarat                 | 26    | INC 3            | JD 11                         |                                | BJP 12                     |
| Haryana                 | 10    | INC 4            | JD 6                          |                                |                            |
| Himachal Pradesh        | 4     | INC 1            |                               |                                | BJP 3                      |
| Jammu und Kashmir       | 6     | INC 2            |                               | JKNC 3                         | Unab. 1                    |
| Karnataka               | 28    | INC 27           | JD 1                          |                                |                            |
| Kerala                  | 20    | INC 14           |                               | CPM 2                          | ICS(SCS) 1 MUL 2 KEC(M) 1  |
| Lakshadweep             | 1     | INC 1            |                               |                                |                            |
| Madhya Pradesh          | 40    | INC 8            | JD 4                          |                                | BJP 27 Unab. 1             |
| Maharashtra             | 48    | INC 28           | JD 5                          | CPI 1                          | BJP 10 SHS 1 Unab. 3       |
| Manipur                 | 2     | INC 2            |                               |                                |                            |
| Meghalaya               | 2     | INC 2            |                               |                                |                            |
| Mizoram                 | 1     | INC 1            |                               |                                |                            |
| Nagaland                | 1     | INC 1            |                               |                                |                            |
| Orissa                  | 21    | INC 3            | JD 16                         | CPM 1 CPI 1                    |                            |
| Pondicherry             | 1     | INC 1            |                               |                                |                            |
| Punjab                  | 13    | INC 2            | JD 1                          |                                | SAD 6 BSP 1 Unab. 3        |
| Rajasthan               | 25    | INC 25           | JD 11                         | CPM 1                          | BJP 13                     |
| Sikkim                  | 1     |                  |                               |                                | SSP 1                      |
| Tamil Nadu              | 39    | INC 27           |                               | CPI 1                          | AIADMK 11                  |
| Tripura                 | 2     | INC 2            |                               |                                |                            |
| Uttar Pradesh           | 85    | INC 15           | JD 54                         | CPI 2 CPM 1                    | BJP 8 BSP 2 ABHM 1 Unab. 2 |
| Westbengalen            | 42    | INC 4            |                               | CPM 27 CPI 3 RSP 4 AIFB 3      | GNLF 1                     |

## Nach der Wahl
Da keine Partei die absolute Mehrheit der Parlamentssitze erlangt hatte, kam es nach der Wahl zu Bündnisverhandlungen. Rajiv Gandhi gelang es nicht, eine Mehrheit der Abgeordneten für die Bildung einer Kongresspartei-geführten Regierung zu gewinnen. Daher beauftragte Präsident R. Venkataraman V. P. Singh mit der Regierungsbildung. Am 2. Dezember 1989 stellte Singh sein Koalitionskabinett vor. Die Regierung war auf die Unterstützung von Parteien angewiesen, die nicht personell an der Regierung beteiligt waren. Dazu gehörten auf der einen Seite die BJP, auf der anderen Seite die kommunistischen Parteien. Es war die erste Minderheitsregierung in der Geschichte Indiens.